# Mychajło Brodski
Mychajło Brodski, ukr. Михайло Юрійович Бродський (ur. 5 kwietnia 1959 w Kijowie) – ukraiński przedsiębiorca i polityk, deputowany Rady Najwyższej Ukrainy III kadencji (1998–2002), kandydat w wyborach prezydenckich w 2004 i 2010.

## Życiorys
Po odbyciu służby wojskowej pracował jako technik w Kijowie. Na początku lat 90. był dyrektorem spółki "Tompo", następnie prezesem koncernu "Dendi". W 1996 ukończył studia z zarządzania personelem. W latach 1994–1998 był radnym rejonu peczerskiego.
W 1998 został posłem do Rady Najwyższej Ukrainy, gdzie sprawował m.in. funkcję współprzewodniczącego Klubu Poselskiego "Jabłuko". W latach 1999–2002 był wiceprzewodniczącym, a od czerwca 2002 stał na czele partii "Jabłuko".
W wyborach w 2004 kandydował na urząd prezydenta państwa jako techniczny kandydat Wiktora Juszczenki. W 2005 został doradcą urzędującej premier, przyłączył swoje ugrupowanie do Batkiwszczyny, a rok później uzyskał mandat radnego Kijowa z ramienia Bloku Julii Tymoszenko. Wkrótce odszedł z BJuT, reaktywował "Jabłuko" (pod nazwą Partia Wolnych Demokratów), stał się krytykiem działań Julii Tymoszenko. Pracował na stanowisku kierowniczym w ukraińsko-włoskim przedsiębiorstwie "Weneto". Objął też funkcję przewodniczącego ukraińskiej ligi koszykówki.
W wyborach prezydenckich w 2010 ponownie wysunął swoją kandydaturę. W pierwszej turze zajął przedostatnie miejsce. Objął następnie stanowisko prezesa komitetu ds. polityki regulacyjnej i przedsiębiorczości.